# Thomas Trachsel

Thomas Trachsel (2005)

Thomas Trachsel (* 16. März 1972 in Olten) ist ein Schweizer Dirigent und Komponist.

## Leben
Thomas Trachsel erhielt seinen ersten musikalischen Unterricht mit acht Jahren auf der Zither. Anschliessend nahm er Unterricht an der Musikschule Hägendorf auf den Instrumenten Trompete und Klavier sowie Theorie bei Arno Müller privat. Nach einer Berufslehre absolvierte Trachsel das Studium zum Blasorchesterdirigenten an der Musikhochschule Bern und schloss dies 1998 ab. 1999 nahm er die Studien an der Hochschule Bern in den Fächern Dirigieren, Orgel und Schlagzeug wieder auf und schloss diese mit Auszeichnung ab. Weiter besuchte er einen Meisterkurs bei Andreas Spörri. Thomas Trachsel arbeitet als Dirigent und Gastdirigent verschiedener Blasorchester und Brass Bands sowie auch als Lehrer für Musiktheorie und Musikgeschichte. Im Weiteren ist er als Experte an Wettbewerben und Musikfesten tätig.
Thomas Trachsel ist freischaffender Komponist und schrieb u. a. Auftragswerke für das Eidgenössische Musikfest und die Nationale Jugend Brass Band. Sein Werkverzeichnis beinhaltet mehr als 100 Werke für verschiedene Besetzungen. Die musikalische Sprache in seinen Werken basiert auf der spätromantischen Tradition, vermischt mit zeitgenössischen Elementen. Typisch für seinen Stil sind melancholisch wirkende Sätze und Themen, gross angelegte Spannungsbögen, gewaltige Klangausbrüche und auch die äusserst anspruchsvolle Art der Orchestrierung. Thematisch befasst er sich meist mit den gegenwärtigen Problemen der Menschheit. Dabei spielt die Frage nach dem 'Sein' oder nicht 'Sein' meist eine zentrale Rolle. In diesem Zusammenhang entstand auch seine 2. Symphonie.
Am 10. Februar 2007 wurde seine 1. Symphonie für Blasorchester von der Stadtharmonie Zürich Oerlikon-Seebach, unter der Leitung von Carlo Balmelli, in der Tonhalle Zürich uraufgeführt. Die Aufführungen dieses Werkes durch die Stadtharmonie Zürich Oerlikon-Seebach am Mid Europe in Schladming (Österreich) und des weltbekannten Blasorchesters La banda Sinfónica de la sociedad musical La Artística Buñol, Direktion Henrie Adams, in Spanien brachten Thomas Trachsel als Komponist grosse Anerkennung.
Ausserdem gibt Thomas Trachsel an der Kreisschule Gäu Musikunterricht.

## Werke
- 1997: Sinfonietta Nr. 1 a-moll – für Blasorchester (UA: Rekrutenspiel Aarau)
- 1999: Caprice b–moll – für Brass Band (UA: Brass Band Schötz)
- 2000: Sinfonic Mouvement c–moll – für Blasorchester (UA: Blasorchester Baselland)
- 2000: Im Dom – für Blasorchester (UA: MG Arlesheim im Dom)
- 2001: Sinfonietta Nr. 2 c–moll für Brass Band und Orgel (UA: Ensemble d. Cuivres Euphonia)
- 2001: Petite Mouvemente Symphonique – für Blasorchester (UA: Eidg. Musikfest Fribourg)
- 2003: Sinfonie „der Berg“ für Blasorchester (UA: Polnisches Armeeorchester)
- 2003: Sinfonic Requiem – für Brass Band (UA: Nat. Jugend Brass Band)
- 2003: Suite Antique (Concerto Grosso) – für Brass Band (dreisätzig) (UA: Brass Band Matzendorf)
- 2004: Passagaglia c–moll – für Blasorchester (Kantonales Musikfest Solothurn)
- 2006: Symphonie Nr. 1 „Melancholia“ – für grosses Blasorchester (viersätzig) (UA: Stadtharmonie Zürich – Oerlikon)
- 2007: Symphonie Nr. 2 „Von der Angst unserer Zeit“ – für grosses Blasorchester und Mezzosopran
- 2009: Concertino für Orgel und Blasorchester (UA: 2009 Feldmusik Sarnen und Wolfgang Sieber, Orgel in der Hofkirche Luzern)
- 2009: Sinfonietta No. 3 „Reflection of Colours“ für Brass Band (UA: 2009 am World Band Festival Luzern)
- 2010: Introduction, Dance and Finale „Macic Child“ für Blasorchester (UA: 2010 am Luzerner Kant. Musikfest Willisau)
- 2010: A Heroic Symphony für Blasorchester (UA: 2011 am eidg. Musikfest St. Gallen)
- 2011: Symphony No. 3 für grosses Blasorchester und Frauenchor (oder Kinderchor), über einen Text des Schriftstellers Turi Honegger
- 2013: Symphony No. 4 in Es-Dur für grosses sinfonisches Blasorchester
- 2016: Symphony No. 5 in e-moll für grosses sinfonisches Blasorchester
- 2017: Ave Maria (Anhang zur Symphony No. 5) für gemischten Chor (SATB)
- 2020: Metamorphosis – Sinfonie in einem Satz für Blasorchester
- 2020: Magdalena – Oper in 2 Akten (Soli/Chor/Blasorchester)
- 2021: Music for a mass – Kyrie, Gloria, Credo, Sanctus – Benedictus – Sanctus, Agnus Dei – für Blasorchester
- 2022: Sinfonietta in D – für Blasorchester

Kleinere Werke
- Bye Bye Berne (Marsch)
- Dreiländereck (Marsch)
- Bereit. Stark. Schnell (Marsch)
- PAVA (Marsch)
- Klarinettenquintett (klassisch)
- Concertino (2 Trompeten und Orgel)
- Passacaglia (Blasorchester)
- Air (Trompete und Orgel)
- Toccata für Orgel
- Ave Maria (Chor a cappella)
- Abendgebet (Chor a cappell)
- Dr Heimatvogel (Volkslied – Bearbeitung)
- Marcia dei Commedianti (Marsch)
- Vorwärts (Marsch)
- Prelude soleure (über zwei Solothurner Volkslieder)

## Auszeichnungen
- 2024: Kunstpreis des Kantons Solothurn[1]